# Терехта (Красноярский край)
Терехта — деревня в Ужурском районе Красноярского края России. Входит в состав Солгонского сельсовета.

## География
Деревня расположена в 36 км к северо-востоку от районного центра Ужур.

## Население
| 2010 |
| ---- |
| 184  |

На 2011 год население составляло 177 человек.